# 圣艾
圣艾（法語：Saint-Ay）是法国卢瓦雷省的一个市镇，位于该省西部，属于奥尔良区。该市镇总面积10.07平方公里，2009年时的人口为3097人。

## 人口
圣艾人口变化图示